# Meszerics Tamás
Meszerics Tamás (Győr, 1964. december 4.) magyar történész, politikus. A Közép-európai Egyetem adjunktusa, kutatási területe a demokráciaelmélet, a diplomáciatörténet, a kollaboráció és ellenállás a 20. században és a hírszerzés története. 2009 és 2010 között a Lehet Más a Politika országos választmányának titkára, 2013 és 2014 között tagja, 2018. október 22-től független politikus. 2014-ben az Európai Parlament tagjává választották.

## Életpályája
1983-ban érettségizett a budapesti ELTE Radnóti Miklós Gyakorló Gimnáziumban. Egy évre rá kezdte meg egyetemi tanulmányait az Eötvös Loránd Tudományegyetem Bölcsészettudományi Kar angol-történelem szakán, ahol 1990-ben szerzett bölcsészdiplomát. Ebben az időszakban a Rajk László Szakkollégium külsős hallgatója is volt. Diplomájának megszerzését követően a Leedsi Egyetem Nemzetközi Tanulmányok Intézetében kutatott. 1992-ben került a Közép-európai Egyetem (CEU), ahol 1992 és 1995 között programkoordinátorként, majd 2001-ig kutatóként dolgozott. Az egyetemen többek között demokráciaelméletet, külpolitikai döntéshozatalt és játékelméletet tanít. 2002-től az egyetem politikatudományi tanszékének adjunktusa, illetve részt vesz a doktori iskola munkájában is. 2011-ben fél évet kutatott a Harvard Egyetemen. 1996-ban védte meg egyetemi doktori, 2000-ben PhD-fokozatát. A Politikatudományi és a Magyar Történeti Társaság tagja. Tudományos munkái elsősorban angol és magyar nyelven jelennek meg.

### Közéleti pályafutása
Tudományos és oktatói tevékenysége mellett közéletileg is aktív: szakkollégiumi évei alatt kezdett el politikával foglalkozni, a rendszerváltás időszakában belépett a Szabad Demokraták Szövetségébe, ahonnan 1995-ben lépett ki. Párttisztséget nem viselt. Tizenhárom évvel később vállalt aktívabb politikai szerepet: a Lehet Más a Politika alapításában vett részt. 2009 és 2010 között a párt országos választmányának titkára volt, ezt követően a párt más szervezeteiben tevékenykedett. 2013 márciusában ismét beválasztották az országos választmányába. Tisztségét a 2014-es európai parlamenti választásig viselte. Emellett publicisztikái jelentek meg több lapban (pl. Beszélő, Élet és Irodalom, Magyar Narancs).
A 2014-es európai parlamenti választáson a Lehet Más a Politika listavezetője volt. Mivel a párt elérte az 5%-os bejutási küszöböt, az Európai Parlament (EP) és ott a Zöldek/Európai Szabad Szövetség frakció tagja lett. Az EP-ben a külügyi bizottság tagja és a szociális bizottság póttagjává, a frakcióban külpolitikai társkoordinátorrá választották. 2018. október 22-én kilépett az LMP-ből.

## Főbb publikációi
- Italy's Entry into the First World War and the Hungarian Press (könyvfejezet, 1995)
- A „magyar kérdés” Londonban. Nagy Ferenc 1957-es kísérlete (1996)
- Stratégiai viselkedés és bizottsági döntés (1997)
- Az ultimátumjáték elemzéséhez (társszerző, 2003)
- Szervezti rend, preferenciaösszegzés és külpolitikai döntés: történelmi esettanulmány (könyvfejezet, 2003)
- Domestic Sources of Hungarian Foreign Policy: Causes of Continuity (könyvfejezet, 2004)
- Independence Before All Else: Hungarian Anti-Communist Resistance in the East EuropeanContext, 1945-1956 (2007)
- Undermine, or Bring them Over: SOE and OSS Plans for Hungary in 1943 (2008)
- Pseudo-Wisdom and Intelligence Failures (társszerző, 2010)
- Kis János: Szabadságra ítélve. Életrajzi beszélgetések Meszerics Tamással és Mink Andrással; Kalligram, Bp., 2021 (Kis János válogatott művei)